# Shitaye Eshete
Shitaye Eshete Habtegebrel (21 maggio 1990) è una mezzofondista e maratoneta etiope naturalizzata bahreinita, ha sempre gareggiato per la nazionale del paese asiatico.

## Palmarès
| Anno | Manifestazione                    | Sede           | Evento        | Risultato | Prestazione | Note                                     |
| ---- | --------------------------------- | -------------- | ------------- | --------- | ----------- | ---------------------------------------- |
| 2009 | Campionati arabi                  | Damasco        | 5000 m piani  | Argento   | 16'29"74    |                                          |
| 2009 | Campionati asiatici               | Canton         | 5000 m piani  | 6ª        | 16'24"91    |                                          |
| 2010 | Giochi dell'Asia occidentale      | Aleppo         | 10000 m piani | Argento   | 34'04"41    |                                          |
| 2010 | Giochi asiatici                   | Canton         | 10000 m piani | Bronzo    | 31'53"27    |                                          |
| 2011 | Campionati asiatici               | Kōbe           | 10000 m piani | Oro       | 32'47"80    |                                          |
| 2011 | Giochi mondiali militari          | Rio de Janeiro | 5000 m piani  | Oro       | 15'52"84    |                                          |
| 2011 | Mondiali                          | Taegu          | 10000 m piani | 6ª        | 31'21"57    | Record nazionale                         |
| 2011 | Campionati arabi                  | al-'Ayn        | 5000 m piani  | Oro       | 16'09"11    |                                          |
| 2011 | Campionati arabi                  | al-'Ayn        | 10000 m piani | Oro       | 33'28"07    |                                          |
| 2011 | Giochi panarabi                   | Doha           | 5000 m piani  | Bronzo    | 16'15"26    |                                          |
| 2011 | Giochi panarabi                   | Doha           | 10000 m piani | Argento   | 33'09"19    |                                          |
| 2012 | Campionati asiatici indoor        | Hangzhou       | 3000 m piani  | Oro       | 8'49"27     |                                          |
| 2012 | Mondiali indoor                   | Istanbul       | 3000 m piani  | 5ª        | 8'51"88     |                                          |
| 2012 | Giochi olimpici                   | Londra         | 5000 m piani  | 10ª       | 15'19"13    |                                          |
| 2012 | Giochi olimpici                   | Londra         | 10000 m piani | 6ª        | 30'47"25    |                                          |
| 2013 | Campionati asiatici               | Pune           | 5000 m piani  | Argento   | 15'22"17    |                                          |
| 2013 | Campionati asiatici               | Pune           | 10000 m piani | Oro       | 32'17"29    | Record dei campionati                    |
| 2013 | Giochi della solidarietà islamica | Palembang      | 10000 m piani | Oro       | 32'35"78    |                                          |
| 2013 | Mondiali                          | Mosca          | 10000 m piani | 6ª        | 31'13"79    | Miglior prestazione personale stagionale |
| 2015 | Campionati arabi                  | Manama         | 5000 m piani  | Bronzo    | 16'59"55    |                                          |
| 2015 | Campionati arabi                  | Manama         | 10000 m piani | Bronzo    | 33'44"74    |                                          |
| 2016 | Giochi olimpici                   | Rio de Janeiro | Maratona      | dnf       | dnf         |                                          |
| 2017 | Giochi della solidarietà islamica | Baku           | 10000 m piani | 4ª        | 31'54"95    |                                          |
| 2017 | Mondiali                          | Londra         | 10000 m piani | 12ª       | 31'38"66    | Miglior prestazione personale stagionale |
| 2018 | Camp. dell'Asia occidentale       | Amman          | 10000 m piani | Oro       | 33'37"25    |                                          |
| 2018 | Giochi asiatici                   | Giacarta       | 10000 m piani | 5ª        | 32'30"24    |                                          |
| 2019 | Campionati asiatici               | Doha           | 10000 m piani | Oro       | 31'15"62    | Record dei campionati                    |
| 2019 | Mondiali                          | Doha           | Maratona      | dnf       | dnf         |                                          |

## Altre competizioni internazionali
2016
- 6ª alla Maratona di Dubai ( Dubai) - 2h25'36"

2017
- Argento alla Maratona di Saitama ( Saitama) - 2h28'42"
- Oro alla Mezza maratona di Trento ( Trento) - 1h10'10"

2018
- Oro alla Maratona di Amburgo ( Amburgo) - 2h24'31"
- Argento alla Maratona di Saitama ( Saitama) - 2h25'39"
- 7ª alla Mezza maratona di Boston ( Boston) - 1h11'31"
- Oro alla Mezza maratona di Napoli ( Napoli) - 1h08'38"

2019
- Argento alla Maratona di Praga ( Praga) - 2h22'39"
- Argento alla Maratona di Lubiana ( Lubiana) - 2h21'33"

2020
- 8ª alla Maratona di Tokyo ( Tokyo) - 2h27'34"